# Хён, Тайсон
Тайсон Хён (нем. Tyson Heung; род. 17 мая 1979) — немецкий шорт-трекист, призёр чемпионата мира 2010 года, а также трёхкратный призёр чемпионата Европы 2006, 2007 и 2010 года. Участник зимних Олимпийских игр 2006 и 2010 года.

## Спортивная карьера
Тайсон Хён родился в городе Брамптон, Канада. С детства занимался катанием на коньках и принимал участие в местных соревнованиях. Его отец был родом из Гонконга, а мать из Вюрцбурга. Изучал математику и физику и был едва ли не единственным канадским шорт-трекером, что совмещал учёбу и выступления в этой дисциплине. О смене гражданства на немецкое задумался накануне зимних Олимпийских игр 2006 года. Жил и тренировался в Дрездене на базе клуба «EV Dresden» под руководством тренера Эрика Бедарда, что также имеет канадские корни. Его супруга родом из Канады и живёт в Монреале. Поэтому, после объявления о завершении карьеры в 2010 году Хён переехал жить в Монреаль и начал работать преподавателем.
Первую медаль на соревновании международного уровня Хён выиграл во время чемпионата Европы по шорт-треку 2007 года в английском городе — Шеффилд. Немецкая команда в мужской эстафете на 5000 м с результатом 7:03.185 выиграла золотые медали, обогнав соперников из Венгрии (7:05.326 — 2-е место) и Великобритании (7:09.182 — 3-е место).
Последняя в его карьере медаль была добыта во время чемпионата Европы по шорт-треку 2010 года в немецком городе — Дрезден. Команда немецких шорт-трекистов в мужской эстафете на 5000 м с результатом 6:45.256 выиграла серебряные медали, уступив первенство забега спортсменам из Италии (6:45.195 — 1-е место), обогнав при этом конкурентов из Великобритании (6:47.691 — 3-е место).
На зимних Олимпийских играх 2010 года Хён был заявлен для участия в забеге на 500, 1000, 1500 и эстафете на 5000 м. Лучшим его результатом стало выступление в забеге на 500 м. В финале соревнования 26 февраля 2010 года с результатом 42.307 он занял 5 место.